# Abel Alier

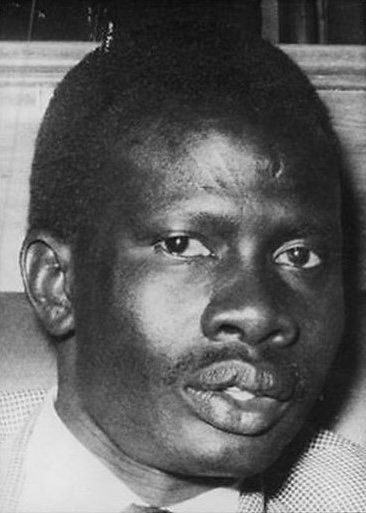
Abel Alier.

Abel Alier Kwai (arabisch ألير، أبيل; * 23. Juni 1933) ist ein Politiker des Südsudan und Richter. Er war zwischen 1971 und 1982 der Erste Vizepräsident des Sudan und zwischen 1972 und 1978 Präsident des Hohen Exekutivrats der Autonomen Region Südsudan. Er ist ein international angesehener Richter, Menschenrechtsanwalt und Aktivist für Christen im Sudan. 
Er sitzt am Ständigen Internationalen Schiedshof in Den Haag und gilt als Sudans prominentester christlicher Anwalt. Er hat das Buch geschrieben: Southern Sudan: Too Many Agreements Dishonored („Südsudan: Zu viele Abkommen entehrt“).

## Leben

### Jugend
Alier wurde im Juni 1933 im Bor District des damaligen Upper Nile State im Anglo-Ägyptischen Sudan geboren (heute im Gebiet des Südsudan). Er besuchte die Rumbek Secondary School, wo viele südsudanesische Führer ihre Ausbildung erhielten. Später ging er an die Wad Saina School im Norden des Sudan. Er graduierte an der Law School der Universität Khartum und hatte seine eigene Anwaltspraxis, bevor er als Magistrat ernannt wurde. Er war der erste Richter des Sudan aus den südlichen Provinzen. Er engagierte sich in der Southern Front seit deren Gründung 1964 und war deren Repräsentant bei der Round Table Conference 1965. Er wurde für den Wahlkreis Bor South 1968 bis 1969 ins Nationalparlament gewählt. Anschließend bekleidete er mehrere Ministerposten in der sudanesischen Regierung.

## Addis-Abeba-Abkommen 1972
Abel Alier war maßgeblich an der Schaffung des Addis-Abeba-Abkommens 1972 beteiligt, wodurch der Südsudan eine eigene autonome Regierung mit Sitz in Juba erhielt. Alier wurde unter Dschafar an-Numairi Vizepräsident des Sudan.
Im Jahr 2005 leitete er das Komitee, das den Tod von John Garang untersuchte, der bei einem Hubschrauberabsturz ums Leben gekommen war, nachdem er Uganda in Richtung Sudan verlassen hatte. Alier und sein Team trugen ihren Teil dazu bei, den möglichen mechanischen Defekt zu untersuchen, der zu dem Absturz geführt hatte, der auf schlechtes Wetter und mangelnde Sicht zurückgeführt wurde, obwohl der ugandische Präsident Yoweri Museveni andeutete, dass möglicherweise Sabotage im Spiel war.

## Sudan-Friedensabkommen
Anfang der 1990er Jahre schrieb Abel Alier ein Buch mit dem Titel „Southern Sudan: Too Many Agreements Dishonored“. Das 1972 in Äthiopien unterzeichnete Abkommen wurde 1983 von an-Numairi missachtet, als er die Einführung des islamischen Rechts ankündigte.
Anfang 1997 unterzeichnete Riek Machar ein Abkommen in Khartum das so genannte „Das Khartum-Abkommen“ (Khartoum Peace Agreement of 1997), welches nie umgesetzt wurde. In Aliers Buch ging es um solche Vereinbarungen und das Scheitern ihrer Umsetzung. Das jüngste Friedensabkommen zwischen dem Süden und Norden des Sudan ist das „Umfassendes Friedensabkommen“ (CPA, Comprehensive Peace Agreement) bekannt. Diese Vereinbarung unterzeichnete John Garang vor seinem Tod am 30. Juli 2005. Die internationale Gemeinschaft, darunter die Vereinigten Staaten, das Vereinigte Königreich, die Europäische Union und die Vereinten Nationen sowie die afrikanische Intergovernmental Authority on Development (IGAD), haben diese Vereinbarung unterstützt.

## Werke
- Excesses in human rights violations.
- Peace and development in the Southern Region: a statement.
- Soudan, l’affaire Hilary Boma.
- Southern Sudan: too many agreements dishonoured.
- Statement to the People’s Regional Assembly on the proposed Jonglei Canal.
- The visit of President Nyerere to the Southern Region, 1974.
- جنوب السودان : التمادى فى نقض المواثيق و العهود‎